# 扎里奇內 (斯特雷市鎮)
49°10′5″N 24°5′39″E / 49.16806°N 24.09417°E

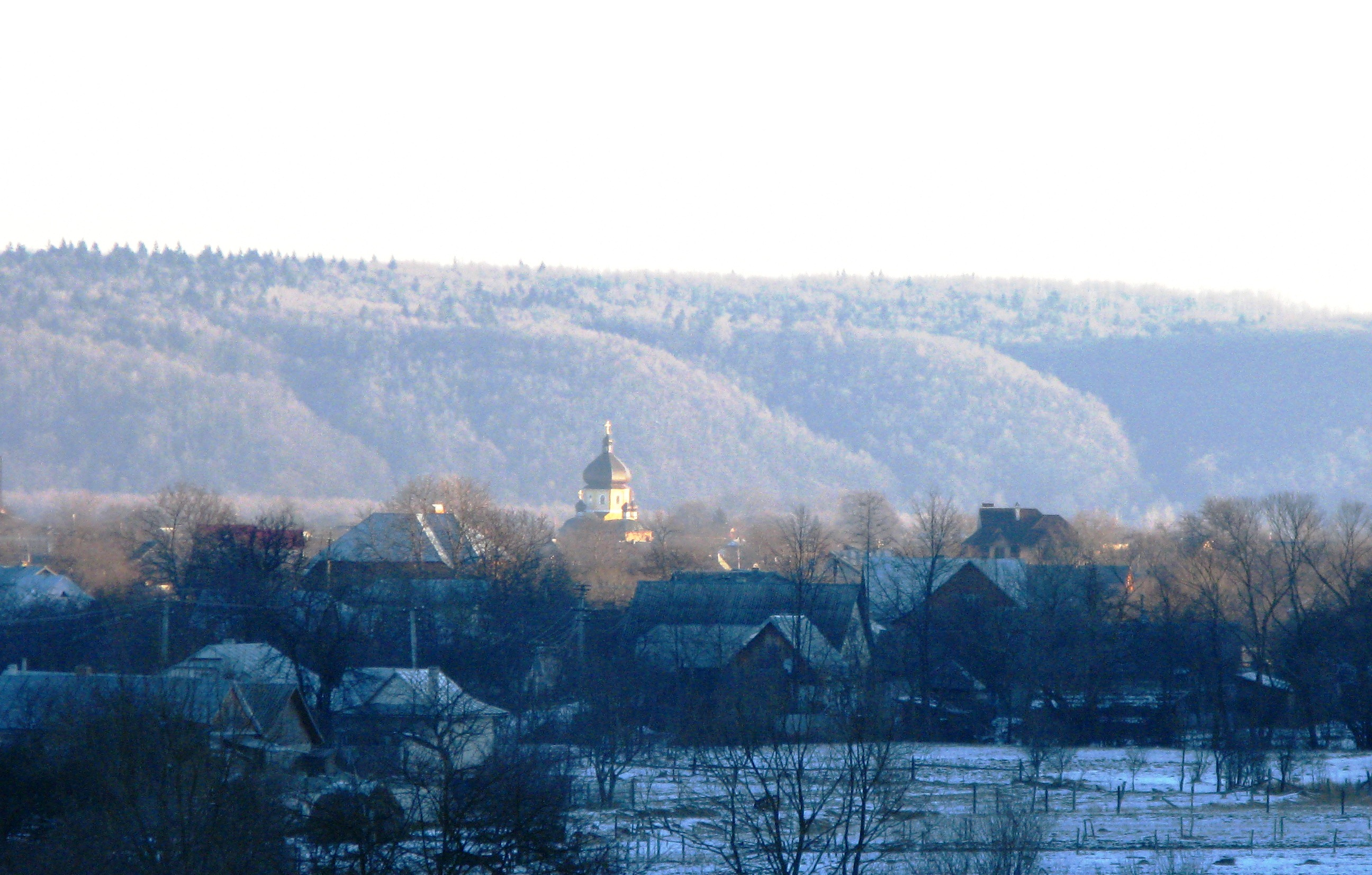
扎里奇内

扎里奇内（烏克蘭語：Зарічне），是烏克蘭的村庄，位於該國西部利沃夫州，由斯特雷區斯特雷市鎮負責管轄，始建於1723年，面積4.5平方公里，海拔高度258米，2001年人口546，人口密度每平方公里121.33人。